# Agustín Casado
Agustín Marcelo Casado, né le 21 mai 1996 à Carboneras, est un handballeur international espagnol évoluant au poste de demi-centre au Veszprém KSE. Il rejoindra à l'été 2025 le Montpellier Handball

## Palmarès

### En équipe nationale
- Médaille d'argent au Championnat d'Europe 2022
- Médaille de bronze au Championnat du monde 2023
- Médaille de bronze aux Jeux olympiques de 2024

### En club
- Championnat de Hongrie
  - Vainqueur (1) : 2024
- Coupe de Hongrie
  - Vainqueur (1) : 2024

### Distinctions individuelles
- élu meilleur demi-centre du championnat d'Espagne (1) : 2022